# Толедский кодекс

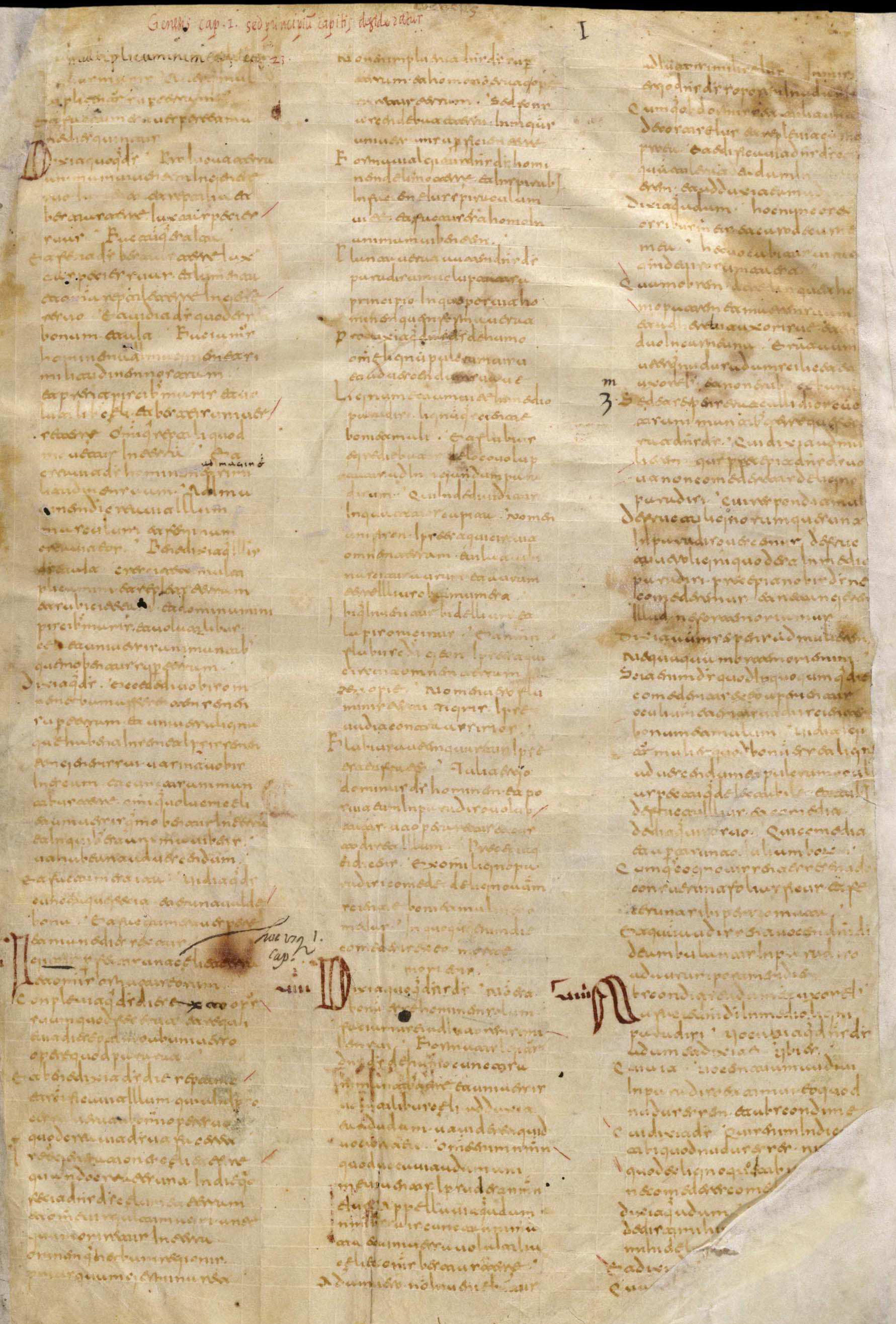
Лист 1 лицевой Толедского кодекса

Толедский кодекс (лат. Codex Toletanus, сигла T) — рукопись полной Вульгаты, переписанная в X веке в Испании. Хранится в Национальной библиотеке в Мадриде (шифр MS. Tol. 2. 1).
Кодекс включает 375 пергаментных листов, мелко переписанных вестготским почерком. Размер листа 43,8 × 33 см, текст переписан в три колонки по 63 строки. Четвероевангелие исследователями относится к испанскому типу, после Codex Cavensis эта рукопись считается важнейшим документом Вульгаты испанского типа. Содержит Comma Johanneum (1Ин. 5:7), но она помещена после стиха 8, как и в Библии из Кава-да-Тиррени.
Судя по маргиналиям, кодекс был создан около 988 года по заказу Серванда Севильского, который подарил его епископу Иоанну Кордовскому. В 1569 году рукопись была использована Х. Паломаресом для коллации при составлении Сикстинского издания Вульгаты, рукопись сопоставления находится в Ватиканской апостольской библиотеке (каталожное обозначение Lat. 9508). Кардинал Карафа при подготовке канонического Сиксто-Клементинского издания не успел получить материалы коллации и они не были использованы. Текст опубликовал Джузеппе Бьянкини в 1740 году, его материалы были воспроизведены Минем в Patrologia Latina (том XXIX). Значение рукописи оценил Джон Вордсворт при подготовке Оксфордского издания Вульгаты, он же присвоил ей сиглу «Т».